# 1/2 − 1/4 + 1/8 − 1/16 + ⋯

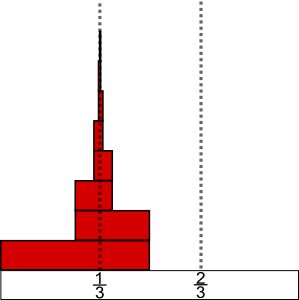
1/2 − 1/4 + 1/8 − 1/16 + ⋯ = 1/3의 시각적 설명

수학에서, 무한급수 1/2 - 1/4 + 1/8 - 1/16 + ⋯는 절대수렴하는 교대급수의 예이다.
이는 초항이 ⁠1/2⁠이고 공비가 −⁠1/2⁠인 기하급수으로, 합은 다음과 같이 계산된다.
{\displaystyle \sum _{n=1}^{\infty }{\frac {(-1)^{n+1}}{2^{n}}}={\frac {1}{2}}-{\frac {1}{4}}+{\frac {1}{8}}-{\frac {1}{16}}+\cdots ={\frac {\frac {1}{2}}{1-\left(-{\frac {1}{2}}\right)}}={\frac {1}{3}}}